# Хафвеј (Орегон)
Хафвеј (енгл. Halfway) град је у америчкој савезној држави Орегон.

## Демографија
По попису из 2010. године број становника је 288, што је 49 (-14,5%) становника мање него 2000. године.
| Група             | 2000.       | 2010.       |
| Белци             | 315 (93,5%) | 267 (92,7%) |
| Афроамериканци    | 0 (0,0%)    | 0 (0,0%)    |
| Азијати           | 0 (0,0%)    | 2 (0,7%)    |
| Хиспаноамериканци | 7 (2,1%)    | 10 (3,5%)   |
| Укупно            | 337         | 288         |